# Saison 1 de Caïn
Chronologie
Saison 2
Cet article présente les épisodes de la première saison de la série télévisée Caïn.

## Distribution
- Bruno Debrandt : Capitaine Frédéric « Fred » Caïn
- Julie Delarme : Lieutenant Lucie Delambre
- Frédéric Pellegeay : Commandant Jacques Moretti
- Anne Suarez : Gaëlle, ex-femme de Fred
- Smadi Wolfman : Dr Elizabeth Stunia
- Mourad Boudaoud : Lieutenant Nassim Borel (épisodes 3-8)
- Davy Sanna : Ben, fils de Fred et Gaëlle (épisodes 1-7)

## Liste des épisodes

### Épisode 1:Jalousie
- France : 5 octobre 2012 sur France 2

- France : 3,56 millions de téléspectateurs (14,3 % de part d'audience)[1] (première diffusion)

- Nathalie Blanc : Sylvie Bruand
- Alexandre Thibault : Paul Bruand
- Christophe Lorion : Corvado
- Catherine Herold : La septuagénaire
- François Cottrelle : Le patron de l'hôtel
- Didier Valton : Un flic
- Franck Libert : L'expert du labo de police
- Laurent Moreau : Le planton
- Karin Swenson : La psychiatre

### Épisode 2:Justices
- France : 5 octobre 2012 sur France 2

- France : 2,8 millions de téléspectateurs (12,5 %)[2] (première diffusion)

- Sara Martins : Barbara Simon
- Yves Verhoeven : Patrick Uzard
- Sébastien Todesco : Adrien
- Léa Menahem : Jessica
- Catherine Morin : Femme à mobilité réduite
- Diego Bordonaro : Homme parking
- David Marchal : Le sergent
- Geoffrey Coppini : Le flic PTS
- François Cottrelle : Le patron de l'hôtel
- Abel Divol : Brigadier 1
- Eddy Creuzet : Brigadier 2

### Épisode 3:Juge et partie
- France : 12 octobre 2012 sur France 2

- France : 3,33 millions de téléspectateurs (12,8 %)[3] (première diffusion)

- Natacha Lindinger : Anna Spiegelman
- Clémentine Mazzoni : Elodie Bastien
- Anthony Bastié : Louis Bastien
- Sarah Lamour : Cassandra Del Rio
- Jacques Hansen : Balard
- Guy Amram : Vincent Leoni

#### Faux raccords
Lorsque Caïn (Bruno Debrandt) trouve la clé USB chez la juge Anna Spiegelman (Natacha Lindinger) et sort la clé USB du petit sac devant Lucie Delambre (Julie Delarme) pour la lui montrer ; on aperçoit le capitaine Fred Caïn  tenant la clé par le bas en nous laissant voir apparaître le port USB vers le dessus. Juste sur le plan suivant sans que le capitaine Caïn ait bougé, on voit Lucie Delambre et bizarrement la clé qu’il tient entre les doigts est tenue par le côté Port USB, il n’a pas bougé. Lorsque Caïn remet la clé dans le sac, celui-ci tient a nouveau la clé par sa base plastique.

### Épisode 4:L'attaquant
- France : 12 octobre 2012 sur France 2

- France : 3 millions de téléspectateurs (13 %)[4] (première diffusion)

- Renan Carteaux : Pierre Sentori
- Marie-Armelle Deguy : Catherine Delbarre
- Kader Boukhanef : Charpentier
- Franck Adrien : Juge des affaires familiales
- Didier Bourguignon : Monsieur Joseph
- Betty Krestinsky : Femme, couple modeste 80 ans
- Jean Nehr : Homme, couple modeste 80 ans
- Dany Castaing : Femme, couple soixantaine
- Pierre Haudebourg : Homme, couple soixantaine
- Yann Decamps : L'infirmier psy
- David Marchal : Le sergent
- Sylvia Jagieniak : Anne Sentori
- Karin Swenson : La psychiatre

### Épisode 5:Confusions
- France : 19 octobre 2012 sur France 2

- France : 3,07 millions de téléspectateurs (12,2 %)[5] (première diffusion)

- Gérard Rinaldi : Gustavo
- Delphine Rollin : Irène Rousseau
- Dominique Ratonnat : Monsieur Lopez
- Sylvie Flepp : Madame Lopez
- Vince Castello : Le père de Caïn
- Christian Philibin : Le patron de bistrot
- Christophe Carotenuto : Boniek
- Eddy Creuzet : Le brigadier

### Épisode 6:Dans la peau
- France : 19 octobre 2012 sur France 2

- France : 2,6 millions de téléspectateurs (11,1 %)[6] (première diffusion)

- Hubert Benhamdine : Maxime
- Maruschka Detmers : Laure Leuwen
- Mark Grosy : Leo Wamba
- Jean-Jérôme Esposito : Monsieur Simonetto
- Eleonore Bismuth : Lolita Castro
- Mohamed Adi : Ouvrier chantier
- Jean-Jacques Sanchez : Infirmier psy
- Claire Philippe : Jeune fille institut psy

### Épisode 7:Otages
- France : 26 octobre 2012 sur France 2

- France : 2,98 millions de téléspectateurs (11,7 %)[7] (première diffusion)

- Samy Seghir : Naïm
- Pablo Pauly : Jordan
- Paco Boublard : Mohand
- Serge Riaboukine : Lagadec
- Marie Dompnier : Sophie Blanchard
- Rachid Hafassa : Monsieur Brahi
- Frédéric Poinceau : Victor Piétri

### Épisode 8:Innocences
- France : 26 octobre 2012 sur France 2

- France : 2,7 millions de téléspectateurs (11,7 %)[8] (première diffusion)

- Christophe Odent : Monsieur Delphes
- Catriona MacColl : Madame Delphes
- Élodie Varlet : Floride
- Guillaume Dolmans : Arnaud Patriat
- Cyril Lecomte : Franck
- Robert Assolen : Patron Franck
- Martial Bezot : Patron bar
- Graziella Jullian : Serveuse bar
- Manon Trompowsky : Agathe
- Alix Schmidt : Betty
- Eva Quinto : Maria
- Thibauld Gril : Jeune 1
- Haycem Belal : Jeune 2